# 悩殺爆弾〜禁断のロックン・ロール・クイーン
| 専門評論家によるレビュー | 専門評論家によるレビュー |
| レビュー・スコア         | レビュー・スコア         |
| 出典                     | 評価                     |
| ------------------------ | ------------------------ |
| AllMusic                 | [ 2 ]                    |
| Christgau's Record Guide | C–                       |

『悩殺爆弾〜禁断のロックン・ロール・クイーン』（のうさつばくだん〜きんだんのロックン・ロール・クイーン、The Runaways）は、アメリカ合衆国のロック・バンド、ザ・ランナウェイズのデビュー・スタジオ・アルバム。1976年3月16日にマーキュリー・レコードからリリースされた。英語の原題は、バンド名と同じで、セルフタイトル・アルバムである。
AllMusic は、このアルバムについて、特にメンバーのチェリー・カーリー、ジョーン・ジェット、リタ・フォードについて、レッド・ツェッペリンやエアロスミスの楽曲と比較しながら賞賛している。
チェリー・カーリーの回顧録『Neon Angel』や、2003年にチェリー・レッド・レコードが出した再発盤のライナーノーツ、当事者のジャッキー・フォックスら、様々なソースによると、マネージャーのキム・フォーリーは、フォックスにレコーディングでの演奏をさせず、実際にレコーディングをおこなったベーシストはナイジェル・ハリソンであったとされる。
ドキュメンタリー映画『Edgeplay: A Film About the Runaways』の中では、このアルバムの最初の収録曲「チェリー・ボンブ」が、リードシンガーのチェリー・カーリーのオーディションのためにその場で即席に書かれたものであり、曲名がカーリーの名の発音との言葉遊びであることが語られている。カーリーは、スージー・クアトロの曲をオーディションに用意するよう言われており、「Fever」を選んでいたが、バンドはこの曲の演奏の仕方がわからなかった。そこで、ジェットとフォーリーはこの曲を書き、カーリーにオーディションとして歌わせた。
2009年1月、「チェリー・ボンブ」は、VH1が選んだ「最も偉大なハードロック曲100 (100 Greatest Hard Rock Songs)」において52位にランクされた。「チェリー・ボンブ」のカバーは、音楽ゲーム『ロックバンド』で、ダウンロード可能な楽曲のひとつとして取り上げられている。また、この曲は、映画『バッド・チューニング』、『RV』、『Cherrybomb』、『ランナウェイズ』、『ガーディアンズ・オブ・ギャラクシー』に盛り込まれており、マーガレット・チョーのスタンダップコメディのDVD『I'm the One That I Want』では冒頭の場面で流れる。
収録曲の「あなたに夢中 (You Drive Me Wild)」は、このバンドを取り上げた2010年の映画『ランナウェイズ』に盛り込まれている。この映画でチェリー・カーリーを演じた女優ダコタ・ファニングは、共演したジョーン・ジェット役のクリステン・スチュワートとともに、「チェリー・ボンブ」と「行きづまりの正義 (Dead End Justice)」を演奏した。

## トラックリスト
| #  | タイトル                                   | 作詞・作曲                           | リードボーカル     | 時間 |
| -- | ------------------------------------------ | ------------------------------------ | ------------------ | ---- |
| 1. | 「チェリー・ボンブ (Cherry Bomb)」         | ジョーン・ジェット、キム・フォーリー | チェリー・カーリー | 2:18 |
| 2. | 「あなたに夢中 (You Drive Me Wild)」       | ジェット                             | ジェット           | 3:22 |
| 3. | 「錯乱する頭脳 (Is It Day or Night?)」     | フォーリー                           | カーリー           | 2:45 |
| 4. | 「恋の稲妻 (Thunder)」                     | Mark Anthony、Kari Krome             | カーリー           | 2:31 |
| 5. | 「ロック・アンド・ロール (Rock and Roll)」 | ルー・リード                         | ジェット           | 3:17 |

| #   | タイトル                                 | 作詞・作曲                                                    | リードボーカル     | 時間 |
| --- | ---------------------------------------- | ------------------------------------------------------------- | ------------------ | ---- |
| 6.  | 「ラヴァーズ (Lovers)」                  | ジェット、フォーリー                                          | ジェット           | 2:09 |
| 7.  | 「アメリカン・ナイツ (American Nights)」 | アンソニー、フォーリー                                        | カーリー           | 3:15 |
| 8.  | 「ブラックメイル (Blackmail)」           | ジェット、フォーリー                                          | ジェット           | 2:41 |
| 9.  | 「シークレッツ (Secrets)」               | カーリー、フォーリー、クローム (Krome)、サンディ・ウェスト    | カーリー           | 2:43 |
| 10. | 「行きづまりの正義 (Dead End Justice)」  | スコット・アンダーソン (Scott Anderson)、カーリー、フォーリー | ジェット、カーリー | 7:01 |

## パーソネル
以下のクレジットは特記のない限りライナーノーツによる。
ザ・ランナウェイズ
- ザ・ランナウェイズ – 編曲
- チェリー・カーリー – ボーカル、ピアノ
- ジョーン・ジェット – リズムギター、ボーカル
- リタ・フォード – リードギター
- ジャッキー・フォックス – ベース、ボーカル（クレジットされているが、このアルバムでは実際には演奏していない）
- サンディ・ウェスト – ドラムス、ボーカル

追加ミュージシャン
- スコット・アンダーソン (Scott Anderson) – 編曲
- キム・フォーリー – 編曲
- ロドニー・ビンゲンヘイマー（英語版） – オーケストラ編曲
- ナイジェル・ハリソン – ベース（クレジットなし）

テクニカル
- キム・フォーリー – プロデューサー、指揮
- アンディ・モリス (Andy Morris) – サウンド
- スコット・アンダーソン – 制作コーディネーター
- ギルバート・キング (Gilbert Kong) – マスタリング
- ビル・ジマーソン (Bill Jimmerson) – レコーディング
- ローレンス・W・ウェンデルケン (Lawrence W. Wendelken) – レコーディング

アートワーク
- トム・ゴールド (Tom Gold) – 写真
- デズモンド・ストローベル (Desmond Strobel) – デザイン

## チャート
| チャート（1976年） | 最高位 |
| ------------------ | ------ |
| US Billboard 200   | 194    |